# 노로돔 시아누크
노로돔 시아누크로도 불리는 노로돔 시아눅(크메르어: នរោត្តម សីហនុ, 크메르어 발음: [nɔroːɗɑm səjhanuʔ], 1922년 10월 31일~2012년 10월 15일)은 캄보디아의 국왕, 정치인이다. ‘국부(國父)’를 의미하는 ‘삼닥 이우(크메르어: សម្តេចឪ, 크메르어 발음: [sɑmɗac ʔɨw])’로 불리며 생애 동안 프랑스 식민지(1953년까지), 일본 괴뢰국(1945년), 독립 왕국(1953~1970), 군사 공화국(1970~1975), 크메르 루주 정권(1975~1979), 베트남 지원 공산 정권(1979~1989), 과도기 공산 정권(1989~1993), 왕국(1993년 이후)을 경험했다.
1922년 노로돔 수라마리트 왕자와 시소와스 모니봉 국왕의 딸 시소왓 코사막 공주 사이에서 외아들로 태어났고 1941년 외조부 시소와스 모니봉 국왕이 사망하자 프랑스령 캄보디아의 국왕으로 즉위했다. 제2차 세계 대전 중 일본 점령기를 거친 뒤 1953년 프랑스로부터 캄보디아의 독립을 확정받았다. 1955년 국왕직에서 퇴위하고 아버지 수라마리트에게 왕위를 물려준 후 정치인 활동을 시작했다. 1955년 그가 속한 평민공동사회(Sangkum)가 1955년 캄보디아 총선에서 승리하면서 캄보디아 총리로 취임했고 일당 체제로 국가를 통치했다. 이후 1960년 수라마리트의 서거 후 국가 원수 직책을 맡았다.
시아누크는 외교적으로 중립국을 표방했으나 실질적으로는 공산권에 가까운 노선을 취했다. 1970년 캄보디아 쿠데타로 실각한 뒤 중화인민공화국과 조선민주주의인민공화국으로 망명했으며, 그곳에서 캄푸치아 민족통일전선 왕실정부와 캄푸치아 민족통일전선을 조직했다. 그는 캄보디아인들에게 크메르 공화국 정부에 대항할 것을 독려하고 캄보디아 내전 기간 중 크메르 루주를 지지했다. 1975년 크메르 루주가 정권을 장악한 후 캄보디아 국가 원수로 복귀했으나 크메르 루주 정권과의 관계가 악화되어 1976년 사임한 뒤 1979년 베트남-캄보디아 전쟁까지 가택에 연금되었다. 가택 연금에서 풀려난 후 다시 망명해 1981년 저항 정당 푼신펙을 창당했고 이듬해 민주 캄푸치아 연합정부의 대통령에 취임했다.
민주 캄푸치아 연합정부가 유엔에서 캄보디아의 정통 정부로 인정되며 국제 사회에서 캄보디아의 국가 원수로 대우받았고 1980년대 말 캄푸치아 인민공화국과 민주 캄푸치아 연합정부 사이의 비공식 대화에 참석했다. 1990년 캄보디아의 주권 문제를 감독할 과도 기구 캄보디아 최고국가위원회의 위원장이 되어 1991년 파리 평화 협정 체결 당시 서명자 일원에 있었다. 이듬해 유엔 캄보디아 과도 통치기구가 주관한 1993년 캄보디아 총선에서 훈 센과 아들 노로돔 라나리드의 연립 정부가 수립되면서 캄보디아 국왕에 재임명되었고 2004년 왕위를 아들 노로돔 시하모니에게 물려주고 국왕에서 퇴위했다. 이후 2012년 중화인민공화국 베이징에서 사망했다.
시아누크는 정치계 외에 문화계에서도 활동했다. 그는 1941년부터 2006년까지 총 50편의 영화를 제작 및 감독했고 일부 작품에는 직접 출연하기도 했다. 이 영화들은 후에 크메르 민족주의 요소가 강하게 담겨 있는 '저예산 작품'이라는 평가를 받았다. 그는 부인 모니크, 캄보디아 인접국들, 그리고 망명 중 자신을 지지한 공산권 지도자들을 주제로 여러 노래들을 작사·작곡했으며 제2차 재위 기간 중 자신의 궁전에서, 1980년대 뉴욕에서 외교관과 귀빈들을 위한 음악회를 열었다.

## 어린 시절
프놈펜의 프랑스계 초등학교인 에콜 프랑스와 보드와에서 초등교육을 받았다. 그 후 베트남 사이공에서 중등교육을, 프랑스 소무르에 있는 기병육군학교에서 교육을 받았다. 1941년 4월 23일 재종조부이자 외할아버지인 시소와스 모니봉 국왕이 승하하자, 왕립위원회는 시하누 왕자를 국왕으로 간택했다. 재종조부이자 외할아버지 시소와스 모니봉은 사위이자 조카인 그의 아버지 노로돔 수라마리트 대신 그를 후계자로 내정했고 그는 바로 왕위에 올랐다.
1941년 10월 그는 대관식을 열어서 왕이 되었다. 그 당시는 프랑스의 영향력이 막강했기 때문에 그의 승계를 두고 이 기간 동안 소문이 분분하였다. 시하누 국왕은 사치스런 생활과 바람둥이로 유명하였다. 그는 1952년 여섯 번째 아내인 모니끄 이지라는 캄보디아의 혈통이 섞인 프랑스-이탈리아계 여자와 결혼하였다. 1955년 한편 일부 귀족들은 그를 폐위시키고 그의 아버지인 노로돔 수라마리트를 왕으로 세웠다.

## 혼란의 시대
제2차 세계대전 이후 그리고 1950년대 초반까지 시하누 국왕의 정치는 보다 국수주의적인 성격을 가졌고, 프랑스에게 독립과 철수를 요구하기 시작하여 베트남이나 라오스와 같은 인도차이나 국가들에게 민감하게 영향을 끼쳤다.

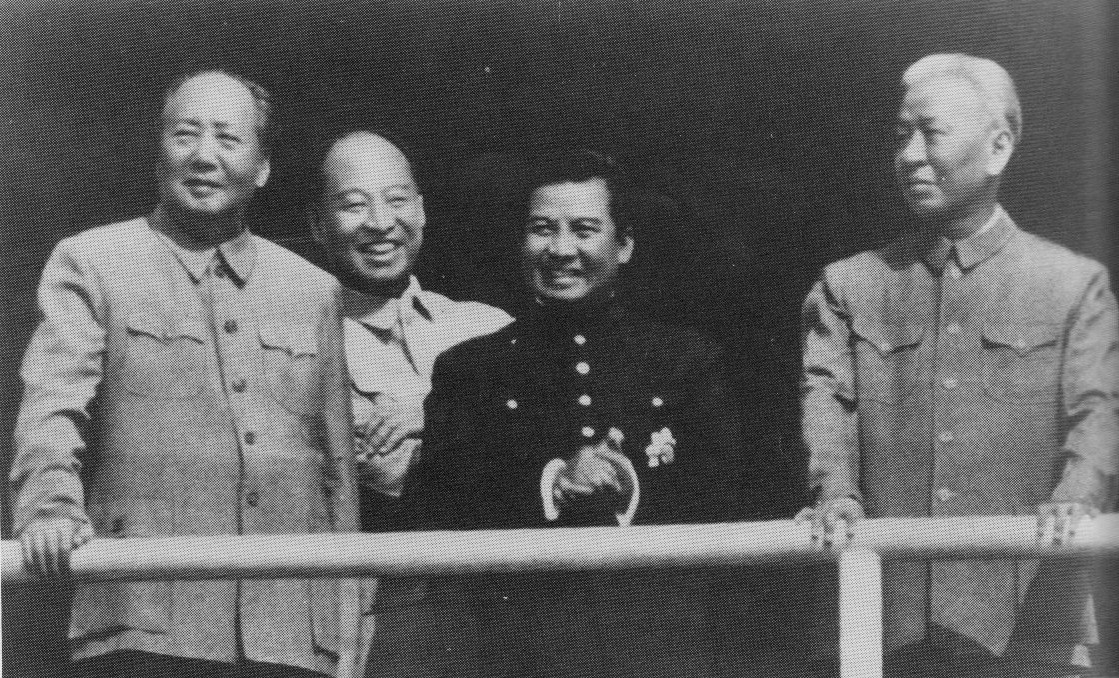
1956년 베이징 모임: 왼쪽에서 마오쩌둥, 펑전, 시하누, 류사오치

시하누가 야전을 방문하여 크메르 루주에 대한 지지를 하자, 크메르 루주를 지원하는 병사들이 6,000명에서 5만 명까지 늘었다. 이 크메르 루주를 지원한 새로운 신병들은 정치에 무관심한 소작농이었고, 사회주의가 아닌 왕을 지지하며 싸웠던 계층이어서 크메르 루주에 대한 이해가 무지했다. 1975년 캄보디아가 크메르 루주에 의해 장악되자, 사하누 왕자는 폴 포트가 이끄는 정권의 상징적인 국가의 수반이 되었다.
다음해 1976년 4월, 크메르 루주는 시하누를 다시 직위를 박탈하고, 정치에서 은퇴를 강요했다. 베트남 침공기간, 그는 유엔에 베트남을 성토하도록 뉴욕에 파견되었으며, 그의 유엔 발언 이후 그는 중국이나 북한에 망명처를 찾게 되었다.
노로돔 시하누의 북한에 대한 친근감은 유명한데, 김일성과 친분을 쌓은 것도 바로 북한에 망명을 하는 동안이다.
1978년 12월에 있었던 베트남의 캄보디아 침공으로 크메르 루주는 축출되었다. 비록 크메르 루주에 대한 경계를 하였지만, 시아누크 왕자는 다시 군대에 참여하여 베트남과의 전쟁에서 연합전선을 형성하였다. 1982년 그는 자신이 이끄는 펀시펙당과 손산의 KPNLF 그리고 크메르 루주로 구성된 민주 캄푸챠 연합정부(CGDK)의 수반이 되었다.
베트남은 1989년 친베트남계이자 전 크메르 루주의 간부였던 훈 센이 이끄는 캄푸차 인민공화당(PRK) 정부를 남겨두고 철수하였다.

## 복권
파리에서 1991년까지 계속된 CGDK와 PRK의 평화협상이 모든 정당이 평화해결 방안에 동의를 하게 되어, 1991년 11월 14일, 13년의 추방 생활 끝에 시아누크 왕자는 다시 돌아오게 된다.
1993년 시하누는 다시 캄보디아의 왕이 되었다. 그러나 복권이 되는 동안, 건강악화로 인해 자주 치료를 위해 베이징을 오가게 되었다.
2012년 10월 15일 시아누크는 건강악화로 인하여 향년 89세의 나이로 사망하였다.

## 같이 보기
- 노로돔 시하모니
- 캄보디아의 역사